# Женевская конференция (1954)
Женевская конференция — международная конференция, проходившая в Женеве с 26 апреля по 21 июля 1954 года при участии министров иностранных дел СССР, КНР, Великобритании, США и Франции, в подготовке соглашений участвовали также представители Китайской народной республики (КНР), Демократический республики Вьетнам (ДРВ), Камбоджи, Лаоса и Южного Вьетнама.
На конференции рассматривались корейские и индокитайские вопросы. Обсуждение проблемы воссоединения Кореи завершилось безрезультатно. Вторая половина конференции была посвящена судьбе Индокитая. На её ход оказало большое влияние поражение французского экспедиционного корпуса при Дьенбьенфу, произошедшее непосредственно в ходе конференции. 21 июля были заключены Женевские соглашения, завершившие колониальную войну Франции в Индокитае и определившие дальнейшую судьбу бывших французских колоний в регионе. Соглашения, в частности, предусматривали:
- прекращение огня;
- временное разделение Вьетнама на две части по 17-й параллели (где создавалась демилитаризованная зона), с перегруппировкой Вьетнамской народной армии на север и сил Французского Союза на юг;
- проведение в июле 1956 года свободных выборов в обеих частях страны с целью определения будущего политического режима и воссоединения страны;
- демилитаризацию и нейтралитет Вьетнама, Лаоса, Камбоджи;
- запрет на поставки вооружения, боеприпасов и военных материалов в эти страны;
- создание Международной комиссии по контролю для наблюдения за реализацией соглашений.

Женевские соглашения не были подписаны США и Государством Вьетнам (будущим Южным Вьетнамом).

### Комментарии
1. ↑  С другой стороны, и Женевская конференция повлияла на ход боёв в Дьенбьенфу. Сведения о подготовке конференции отрицательно повлияли на боевой дух французского гарнизона и привели к массому дезертирству в тайском батальоне[1].